# Прерванные воспоминания
Прерванные воспоминания (азерб. Yarımçıq xatirələr) — азербайджанский фильм 2015 года.

## Сюжет
В фильме рассказывается история солдата по имени Азер (Бахруз Вагифоглу), который героически защищал Брестскую крепость от нацистов в 1941 году и поднялся на защиту родного Карабаха от армянских захватчиков 50 лет спустя. Главный герой фильма — участник двух войн. События в фильме отражают взгляд на Первую карабахскую войну глазами российского офицера. Русский капитан Ваня, воевавший на стороне армян в Карабахе, убил ветерана-азербайджанца, а затем обнаружил дневник воспоминаний пожилого азербайджанского снайпера. Узнав, что его дед воевал с ветераном Азером в Великой Отечественной войне, российский офицер, рискуя жизнью, передал труп Азера  азербайджанской стороне. В то же время, по мере того, как прочитывается   дневник погибшего, на экране оживают события 1941—1945 годов.

## В главных ролях
- Бахруз Вагифоглу
- Михаил Каминский
- Георгий Цаава
- Гюльназ Гурбанова
- Андрей Милюхин
- Зураб Ниджарадзе
- Вероника Пляшкевич
- Шамиль Сулейманов
- Александр Павлов
- Иван Мацкевич